# Alexis Wineman
 (août 2017).
Pour les articles homonymes, voir Wineman.
Alexis Wineman est une défenseuse de la cause de l'autisme et mannequin américaine, qui a été nommée Miss Montana (en) 2012. Elle a remporté le « Choix de l'Amérique » lors de la cérémonie du concours de Miss America 2013 et est la première candidate autiste au concours de Miss America,.

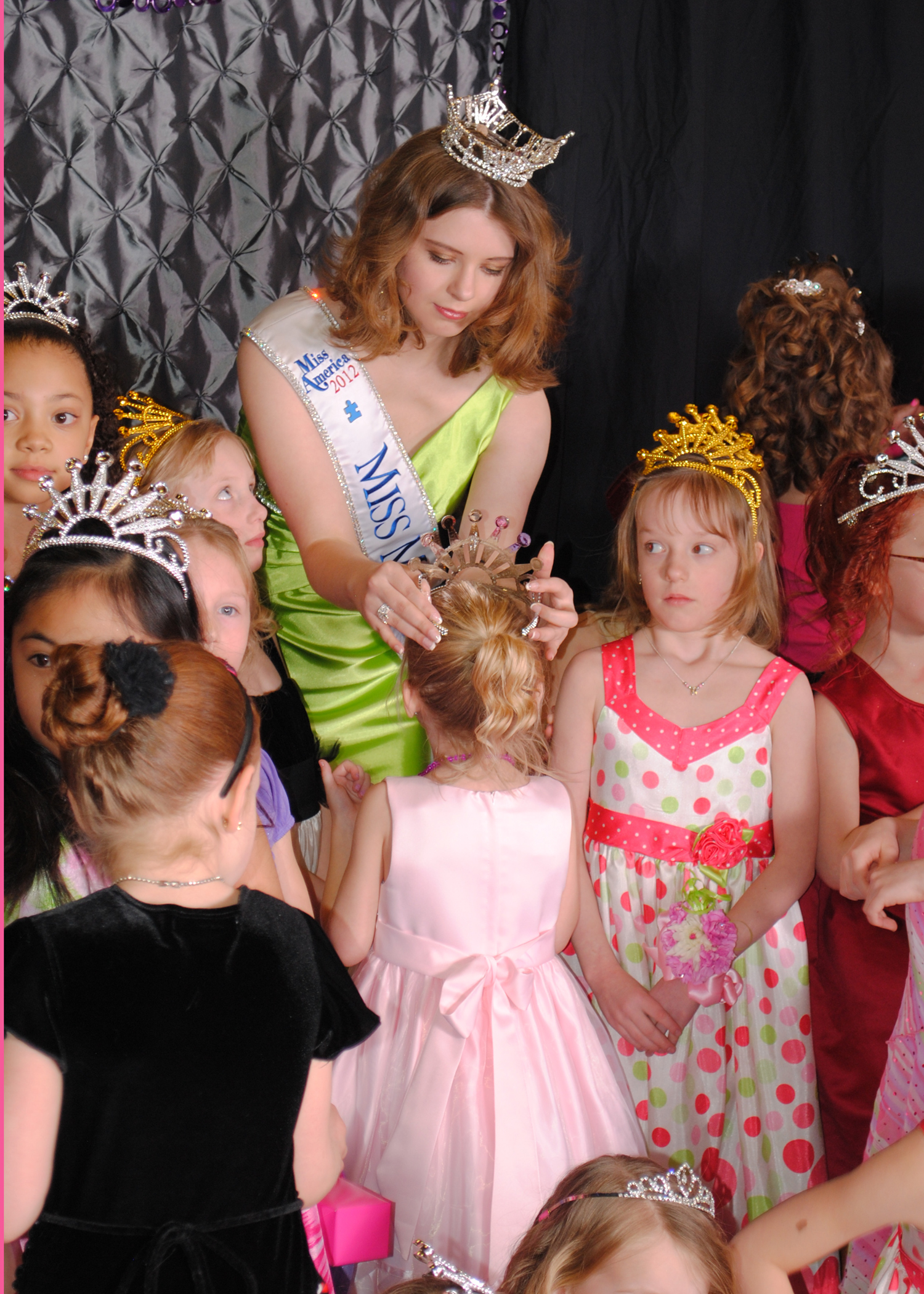

## Arrière-plan
Wineman vient de Cut Bank (Montana) ; depuis enfant, elle s'est toujours sentie différente et elle a été victime d'intimidations,. Elle a dit qu'elle a commencé à comprendre pourquoi, après avoir été diagnostiquée atteinte d'un trouble envahissant du développement non spécifié (TED-ns), dans le spectre de l'autisme, à l'âge de 11 ans. À partir de 2014, elle a été étudiante de premier cycle au Huntingdon Collège à Montgomery (Alabama).
Wineman n'a pas grandi avec un intérêt pour les concours de beauté, affirmant qu'elle tenait plutôt la place de la « jeune fille à capuche. Je ne portais jamais de maquillage. Je n'étais pas trop coquette – pour être honnête, je ne le suis pas encore tout à fait ». Elle a été la plus jeune concourante de Miss America 2013 âgée de 18 ans.
Sa sœur aînée, Danielle Wineman (en), a été nommée Miss Montana 2015 en juin 2015.

## Publications
- (en) Alexis. Wineman, « Miss Montana: Autism doesn't define me », CNN,‎ 17 janvier 2013 (lire en ligne)

## Clips vidéo et interviews
- Vote pour Miss Montana 2012 Alexis Wineman - Miss America
- Miss America Candidat Fait l'Histoire - ABC News
- Personne de la Semaine: Miss Montana Alexis Wineman - ABC News